# Blacus topali
Blacus topali är en stekelart som beskrevs av Papp 1993. Blacus topali ingår i släktet Blacus och familjen bracksteklar. Inga underarter finns listade.